# Cinta muraria di Salardú

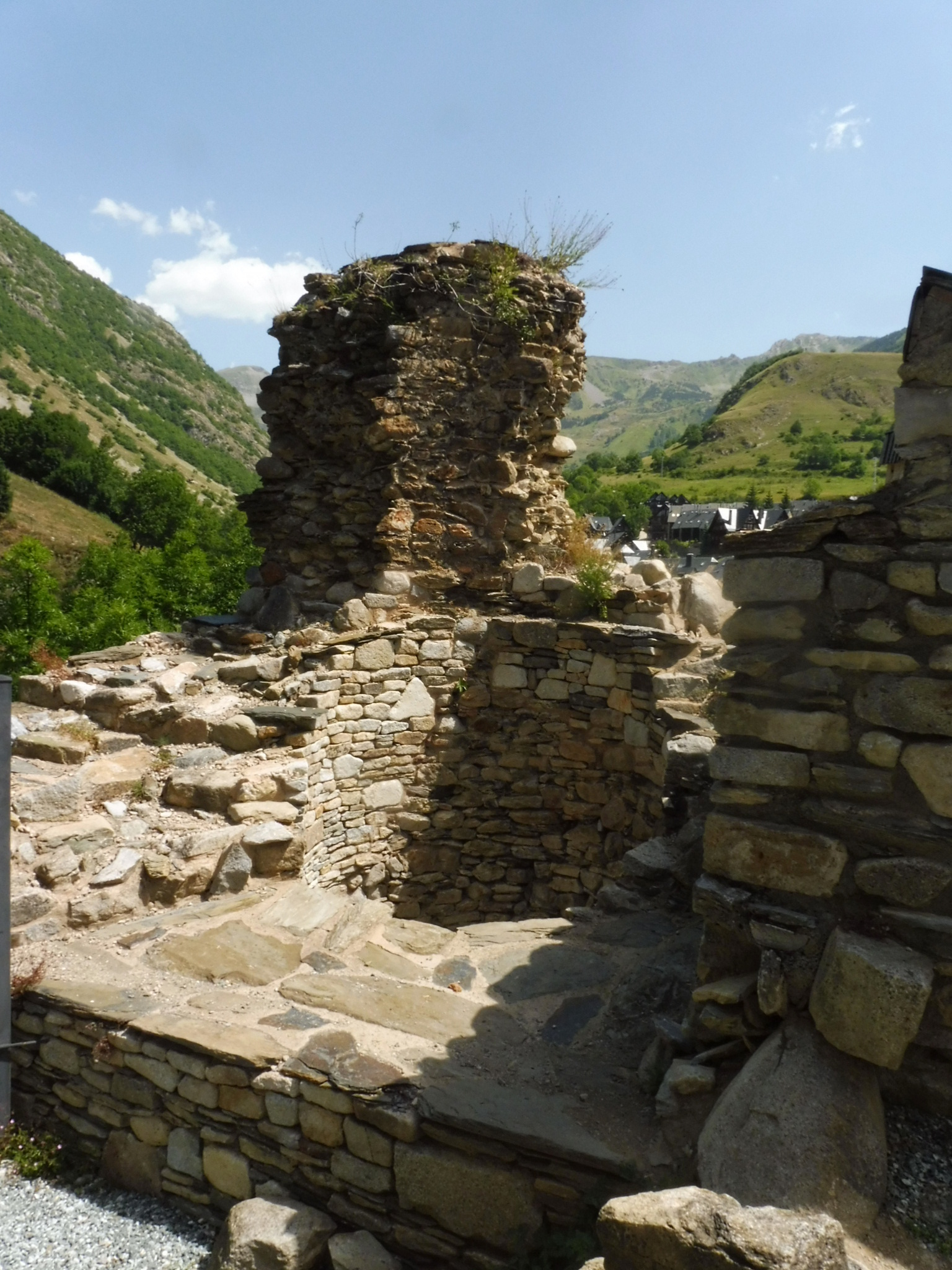
La cinta muraria di Salardú

La Cinta muraria di Salardú è un insieme di mura difensive medievali in rovina, situato a Salardú, comune di Naut Aran, nella Val d'Aran. La cinta muraria è stata dichiarata Bene Culturale di Interesse Nazionale (Bé Cultural d'Interès Nacional) dalla Generalitat de Catalunya.